# Bihār al-Anwār
Bihār al-Anwār (arabisch بحار الأنوار, DMG Biḥār al-Anwār ‚Ozeane des Lichts‘) ist eine schiitische Hadith-Sammlung von Muhammad Bāqir al-Madschlisī, auch bekannt als Allamah al-Madschlisi. Sie gehört zu den umfangreichsten Hadith-Sammlungen überhaupt.
Die Sammlung wurde vermutlich im Jahr 1698 fertiggestellt und umfasst 110 Bände. Madschlisi versuchte alle Überlieferungen zu sammeln, die er finden konnte, ohne eine Zensur vorzunehmen. Spätere Generationen sollten dadurch die Möglichkeit erhalten, in eigenständiger Forschung die Authentizität festzustellen.
Der Autor sammelte Überlieferungen von Mohammed, dessen Tochter Fatima und den Zwölf Imamen der Schiiten, wobei er sowohl schiitische, als auch sunnitische Quellen nutzte. Die Sammlung enthält auch Erzählungen von historischen Ereignissen und Kommentare zu Koranversen (Koranexegese).

## Weblink
- Sammlung mit Digitalisaten der 110 Bände